# Diversidad sexual en Kirguistán
Las personas del colectivo LGBT+ en Kirguistán se enfrentan a ciertos desafíos legales y sociales no experimentados por otros residentes. Las relaciones sexuales consensuales entre personas del mismo sexo fueron despenalizadas en 1998, sin embargo, la diversidad sexual aun es un tema tabú en la sociedad kirguisa, la cual es mayormente conservadora, por lo tanto, aun persiste la violencia, la discriminación y la persecución de las personas LGBT+ en el país.

## Legislación y derechos

### Despenalización de la homosexualidad
Al independizarse de la URSS, el Código Penal de Kirguistán de 1997 (en vigor en 1998), suprimió las disposiciones anteriores que penalizaban las relaciones sexuales consensuales entre personas del mismo sexo.

### Reconocimiento de las parejas del mismo sexo
No existe ningún tipo de reconocimiento hacia las parejas formadas por personas del mismo sexo en forma de matrimonio o de unión civil en Kirguistán, por ende, el Estado kirguiso tampoco reconoce a la familia homoparental. En Kirguistán está prohibido constitucionalmente el matrimonio entre personas del mismo sexo desde 2016, y es improbable que se modifique la constitución en los próximos años para que así se pueda aprobar un proyecto de ley el cual pueda permitir que las parejas del mismo sexo tengan el mismo derecho que las parejas heterosexuales a acceder a las uniones civiles o al matrimonio.

### Leyes y medidas antidiscriminación
Kirguistán, al igual que todos los países de Asia Central, no posee ningún tipo de legislación, norma, medida o artículo en el código penal que prohíba la discriminación por motivos de orientación sexual o identidad y expresión de género en áreas como en el acceso al empleo, la educación, los servicios de salud, el acceso a la justicia, la vivienda o el acceso a lugares y/o establecimientos tanto públicos o privados, entre otros.

### Leyes y medidas restrictivas

#### Restricciones a la libertad de expresión
En 2014, el gobierno de Kirguistán presentó un proyecto de ley que copiaba la legislación rusa contra la "propaganda gay", con penas de prisión adicionales para las personas que "promuevan las relaciones homosexuales" a través de los medios de comunicación. El proyecto de ley tuvo una segunda lectura en junio de 2015 con muy poca discusión en el parlamento, obteniendo 90 votos a favor, sin embargo, en mayo de 2016, el Comité Parlamentario de Ley, Orden y Lucha contra el Crimen retiró el proyecto de ley para su posterior consideración.
En 2021, el presidente Sadyr Zhaparov firmó el Decreto Ejecutivo No.1 (2021) titulado "Sobre el desarrollo espiritual y moral y la educación física del individuo", que requiere que el gobierno revise todos los documentos regulatorios, legales, conceptuales y programáticos. Establece "la prioridad de los motivos espirituales y morales del comportamiento de vida sobre los intereses materiales" y "la prioridad de los intereses públicos y estatales sobre los intereses individuales". El decreto exhorta a los medios de comunicación y entidades estatales de cultura, educación, ciencia y deporte a promover “los valores espirituales, morales y familiares”. Las organizaciones locales han manifestado que los términos "valores tradicionales" e "ideales de la familia" utilizados de manera amplia en el Decreto son un arma en manos del Estado en la lucha contra la comunidad LGBT+.

#### Restricciones a la libertad de asociación
El artículo 12 de la Ley de Organizaciones No Comerciales (Ley No.111, de 1999) establece que las organizaciones no comerciales tendrán derecho a realizar "cualquier tipo de actividad que no esté prohibida por la Ley". 
Si bien hay varios grupos registrados, el Ministerio de Justicia de la República Kirguisa denegó el registro de la asociación pública Alianza y Servicios Sociales de Gays y Lesbianas Pathfinder en enero de 2011 porque consideró que "la designación de las palabras 'gay y lesbiana' en el nombre de la entidad jurídica promueve la destrucción de las normas morales y las tradiciones nacionales del pueblo de Kirguistán".
En 2021, la Ley No.78 (2021) modificó la Ley No.111 para imponer un control más estricto sobre la financiación de las organizaciones no comerciales. El promotor de esta ley mencionó expresamente que ayudaría a restringir las actividades de las ONG financiadas desde el extranjero que promuevan "tradiciones extrañas a la sociedad kirguisa".
En noviembre de 2022, el gobierno kirguís presentó el Proyecto de Ley de Organizaciones No Gubernamentales No Comerciales (2022) que se asemeja a la ley rusa de "agentes extranjeros". De aprobarse, esta ley otorgaría a los organismos estatales un control minucioso sobre las organizaciones de la sociedad civil e impondría restricciones indebidas al activismo cívico. La ley exigiría a las organizaciones de la sociedad civil obtener el registro del Estado para poder operar, mientras que las organizaciones ya registradas tendrían que volver a registrarse, lo que sometería a las organizaciones a una amplia rendición de cuentas ante los organismos estatales.

### Leyes sobre crímenes de odio e incitación al odio
En la actualidad, el Código Penal kirguiso no criminaliza de ninguna forma las amenazas, los crímenes de odio o la incitación al odio si estos fuesen motivados por la orientación sexual o la identidad y expresión de género, de igual forma, tampoco se criminaliza el discurso de odio.